# Ароматичность
Аромати́чность — особое свойство некоторых химических соединений, благодаря которому сопряжённое кольцо ненасыщенных связей проявляет аномально высокую стабильность; большую чем та, которую можно было бы ожидать только при одном сопряжении.
Ароматичность не имеет непосредственного отношения к запаху органических соединений и является понятием, характеризующим совокупность структурных и энергетических свойств некоторых циклических молекул, содержащих систему сопряжённых двойных связей. Термин «ароматичность» был предложен потому, что первые исследованные представители этого класса веществ обладали приятным запахом.
К ароматическим соединениям относят обширную группу молекул и ионов разнообразного строения, которые соответствуют критериям ароматичности.

## История
Бензол был впервые выделен М. Фарадеем в 1825 году. В 1833 году Э. Мичерлих впервые синтезировал бензол в лаборатории путём сплавления натриевой соли бензойной кислоты с гидроксидом натрия. Им же была установлена точная молекулярная формула бензола — C6H6.
В 1865 году Ф. Кекуле предложил первую структурную формулу бензола как гексагонального 1,3,5-циклогексатриена и ввёл понятие «ароматичность» для описания соединений, структурно близких к бензолу.
В 1931 году Э. Хюккель разработал квантово-механический подход для объяснения ароматичности. Этот подход используется до сих пор и называется методом молекулярных орбиталей Хюккеля (МОХ).
В 1959 году Сол Винстайн ввёл понятие «гомоароматичности». Этот термин применяется для описания систем, в которых стабилизированная циклическая сопряжённая система образуется в обход одного насыщенного атома.

## Объяснение ароматичности

### Ранние представления
Бензол и его гомологи обладали свойствами, которые невозможно было объяснить формулой Кекуле. Предпринимались попытки предложить другие структурные формулы, однако ни одна из них не объясняла всех наблюдаемых свойств ароматических соединений.

### Метод молекулярных орбиталей Хюккеля
В 1930-х годах Хюккелем впервые были применены методы квантовой механики для объяснения необычных свойств ароматических соединений. В то время отсутствовали ЭВМ, способные находить решения уравнения Шредингера для сложных систем. В связи с этим важной задачей являлась разработка упрощенных методов решения подобных задач.
В МОХ π-электронная система молекулы рассматривается независимо от σ-каркаса, что существенно упрощает всю задачу в целом.

## Критерии ароматичности
Единого критерия, позволяющего надёжно классифицировать соединение как ароматическое или неароматическое, не существует. Основными характеристиками ароматических соединений являются:
- склонность к реакциям замещения, а не присоединения (определяется легче всего, исторически первый признак; пример — бензол, в отличие от этилена, не обесцвечивает бромную воду)
- выигрыш по энергии, в сравнении с системой несопряжённых двойных связей. Также называется энергией резонанса (усовершенствованный метод — энергией резонанса Дьюара) (выигрыш настолько велик, что молекула претерпевает значительные преобразования для достижения ароматичного состояния, например циклогексадиен легко дегидрируется до бензола, двух- и трёхатомные фенолы существуют преимущественно в форме фенолов (енолов), а не кетонов и т. д.)
- наличие кольцевого магнитного тока (наблюдение требует сложной аппаратуры), этот ток обеспечивает смещение хим-сдвигов протонов, связанных с ароматическим кольцом в слабое поле[прояснить] (7—8 м.д. для бензольного кольца), а протонов, расположенных над/под плоскостью ароматической системы — в сильное поле[прояснить] (спектр ЯМР).
- наличие самой плоскости (минимально искаженной), в которой лежат все (либо не все — гомоароматичность) атомы, образующие ароматическую систему. При этом кольца π-электронов, образующиеся при сопряжении двойных связей (либо электронов входящих в кольцо гетероатомов), лежат над и под плоскостью ароматической системы.
- практически всегда соблюдается правило Хюккеля: ароматичной может быть лишь система, содержащая (в кольце) 4n + 2 электронов (где n = 0, 1, 2, …). Система, содержащая 4n электронов, является антиароматичной (в упрощенном понимании это обозначает избыток энергии в молекуле, неравенство длин связей, низкую стабильность — склонность к реакциям присоединения). В то же время, в случае пери-сочленения (есть атом(ы), принадлежащий(е) одновременно трём циклам, то есть возле него (них) нет атомов водорода или заместителей), общее число π-электронов не соответствует правилу Хюккеля (фенален, пирен, коронен). Также предсказывается, что если удастся синтезировать молекулы в форме ленты Мёбиуса (кольцо достаточно большого размера, дабы закручивание в каждой паре атомных орбиталей было мало́), то для таких молекул система из 4n электронов будет ароматичной, а из 4n + 2 электронов — антиароматичной.

### Современные представления
В современной физической органической химии выработана общая формулировка критерия ароматичности.
Ненасыщенная циклическая или полициклическая диатропная молекула или ион может рассматриваться как ароматическая, если все атомы цикла входят в полностью сопряжённую систему таким образом, что в основном состоянии все π-электроны располагаются только на связывающих молекулярных орбиталях аннулярной (замкнутой) оболочки.

## Ароматические соединения
Кроме бензольного кольца и его конденсированных аналогов, ароматические свойства проявляют многие гетероциклы — гетарены: пиррол, фуран, тиофен, пиридин, индол, оксазол и другие. При этом в сопряжённую систему шестичленных гетероциклов гетероатом отдает один электрон (по аналогии с углеродом), в 5-атомных — неподеленную электронную пару.
Одним из простейших ароматических соединений является бензол.
Эти соединения играют большую роль в органической химии и обладают многими химическими свойствами, свойственными только этому классу соединений.

## Ароматизация
Ароматизация — образование ароматических соединений из соединений циклических и других типов.
В промышленности широко применяют процессы ароматизации продуктов переработки нефти для увеличения содержания в них ароматических углеводородов. Наибольшее значение имеет каталитический риформинг бензиновых фракций.
Процессы ароматизации протекают в условиях биохимического синтеза в растениях, животных, грибах и микроорганизмах. Одним из наиболее существенных метаболических путей, неотъемлемой частью которого выступают реакции ароматизации, является шикиматный путь.